# Nicolet Steemers
Nicolet Steemers, Hengelo (Overijssel) is een Nederlandse schrijver.

## Biografie
Nicolet Steemers werd geboren in Hengelo en groeide op in Enschede. Na een studie klassieke gitaar aan het ArtEZ Conservatorium in Enschede belandde ze via de journalistiek in het schrijversvak. Tot 2013 werkte ze als freelance journalist voor de cultuurbijlage Uit de kunst van de Twentsche Courant Tubantia. Tevens schreef ze enkele jaren recensies, met name over cabaret, voor het dagblad De Gelderlander.
Ze schreef zeven spannende romans en zes audioseries.
Vertalingen van haar werk verschenen in o.a. Duitsland en Scandinavië. In mei 2023 verscheen de Engelse vertaling van Ellen Holms in 28 landen, waaronder Noord Amerika.